# Punta Carina
La Punta Carina  è una guglia di roccia assai aguzza ed elegante, alta 1670 metri sul livello del mare e circa 90 metri dalla base, che ricorda vagamente la forma di un pugnale e che si trova in Toscana, sul contrafforte di Sud Ovest del Monte Cavallo, nella parte settentrionale del Parco naturale regionale delle Alpi Apuane.
Alla Punta Carina si può accedere dalla Valle Serenaia, nel versante garfagnino: attraverso la faggeta di Orto di Donna si sale progressivamente per un sentiero fino alla Foce di Cardeto, suggestiva sella rocciosa a 1680 metri s.l.m. tra la gobba del Monte Cavallo, alto 1895 metri s.l.m., ed il Pizzo Altare; da qui in breve si giunge al Passo della Focolaccia, dove sorge il Rifugio Aronte. Quest'ultimo è stato recentemente restaurato dopo anni di abbandono ed è vicinissimo alla base della cuspide rocciosa da raggiungere.  Alla Punta Carina,  si può arrivare anche, sul versante rivolto verso la Versilia ed il mare, da Resceto, proseguendo sulla rotabile e lasciando poi sulla sua destra la Via Vandelli per giungere al Passo della Tambura; infine si percorre una ripida lizza fino al Rifugio Aronte, accanto alla guglia.  La Punta Carina costituisce una palestra di roccia piuttosto frequentata dagli alpinisti provetti: per la sua scalata occorre essere in possesso di tecniche alpinistiche adeguate.
Dalla sommità della Punta Carina si ammira un vasto panorama sulle cime delle Alpi Apuane, sulla Garfagnana e sulla vicinissima costa della Versilia; in lontananza si scorgono le isole settentrionali dell'Arcipelago Toscano e l'alto crinale dell'Appennino Tosco-Emiliano. Purtroppo alcune zone non lontane dalla Punta Carina sono state devastate dai ravaneti, enormi volumi scoscesi di detriti di scarto della coltivazione delle cave di marmo.